# Félix-Hippolyte Lanoüe
Félix-Hippolyte Lanoüe (født 14. oktober 1812 i Versailles, død 21. januar 1872 i Ivry) var en fransk landskabsmaler.
På École des beaux-arts vandt han 1841 den store Rom-pris for Uddrivelsen af Paradiset, men han kastede sig snart over landskabsmaleriet, i begyndelsen dyrkende dette efter det klassiske landskabs recept, medens han senere stilede mod større naturtroskab og fremstillede sit fædrelands og Italiens egne. Særlig hans landskaber fra den romerske kampagne nød ry for deres storslåede formgivning og smukke linjevirkning i forbindelse med ikke ringe lyskraft. I Louvre-samlingen i Paris ses to af hans bedste værker (fra Italien): Fyrreskov ved Gombo og Udsigt over Tiber fra Acqua Acetosa (1864).